# 似鴕龍屬
似鴕龍屬是種類似鴕鳥的長腿恐龍，屬於獸腳亞目似鳥龍下目，牠們生存於晚白堊紀的加拿大的亞伯達省，是加拿大最常見的恐龍，和牠的近親似雞龍極度相似。似鴕龍生存年代約在7600萬到7000萬年前。似鴕龍的屬名衍化自希臘文，strouthion（στρουθιον）意為「鴕鳥」，mimos（μιμος）意為「模仿」或「模仿者」；而種名altus在拉丁語意為「高聳的」或「高尚的」。似鴕龍是種二足動物，身長約4.3公尺，臀部高度為1.4公尺，重量約150公斤。似鴕龍是加拿大省立恐龍公園中最常見的小型恐龍之一，目前出土的化石大部分来自于加拿大、小部分来自于美国；似鴕龍的繁盛顯示牠們應為草食性或雜食性，而非肉食性。
如同許多19世紀發現的恐龍，似鴕龍的分類歷史非常曲折。似鴕龍的第一個化石，在1892年由奧塞內爾·查利斯·馬什（Othniel Charles Marsh）歸類於似鳥龍的一個種（Ornithomimus sedens）。在1902年，勞倫斯·賴博（Lawrence Lambe）命名了高似鳥龍（O. altus）。在1917年，亨利·費爾費爾德·奧斯本（Henry Fairfield Osborn）將一個發現於加拿大亞伯達省紅鹿河的化石，建立為似鴕龍屬（Struthiomimus）。

## 敘述

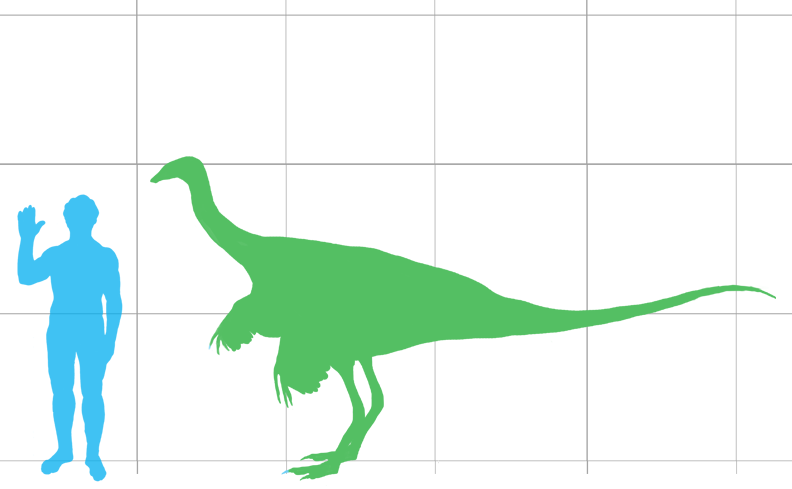
似鴕龍與人類的體型比較圖

似鴕龍具有典型似鳥龍科的體型與骨骼架構，與似鳥龍、似鴯鶓龍的差別則在於身體比例與細部生理特徵。目前已發現數個骨骼與顱骨。似鴕龍的身長估計約4.3公尺長，臀部高度為1.4公尺，重達150公斤。似鴕龍的頭部小而修長，頸部長度則佔了身長的40%。似鴕龍的眼睛相當大，頜部缺乏牙齒，口鼻部前端為喙狀嘴。下頜有兩對低矮的洞孔。具有10節頸椎、16節背椎、6節薦椎，尾椎數目則不清楚。尾部硬挺，可能具有平衡功能。
似鴕龍的手臂長而強壯，但前臂骨頭不靈活，而手部的第一指可做出與其他兩指相對的有限動作。似鴕龍的手部/肱骨比例，是似鳥龍科中最長的，具有長的指爪。似鴕龍的三根手指長度相當，指爪微彎；亨利·費爾費爾德·奧斯本（Henry Fairfield Osborn）在1917年命名此種動物時，將其手部比喻為樹懶的手部。似鴕龍的脛骨長於股骨，顯示牠們善於奔跑，可能用來逃離掠食動物。在似鳥龍科中，似鴕龍的腿部算是中等修長。腳部修長，蹠骨相當窄、長，具有三個腳趾，上有大幅彎曲的趾爪。
目前已發現不同個體的集體化石，使某些科學家認為似鴕龍是群居動物。從系統發生學來看，似鴕龍屬於虛骨龍類，因此可能具有羽毛，但沒有相關的化石可以證明。如果似鳥龍下目與阿瓦拉慈龍科屬於同一演化支，鳥面龍將成為其有羽毛的近親。

## 發現與種

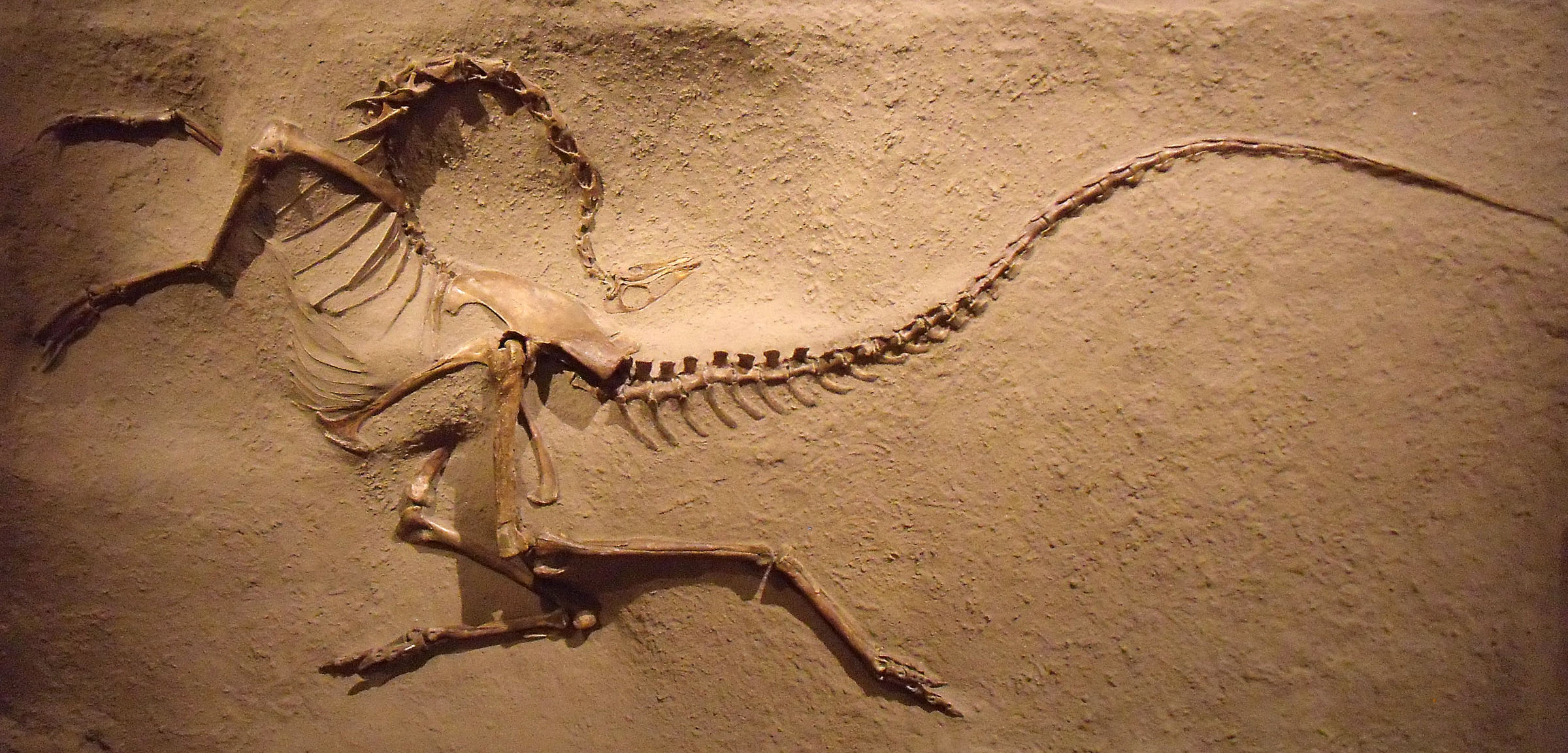
巴納姆·布朗所發現的高似鴕龍標本（編號 AMNH 5339）

在1901年，勞倫斯·賴博（Lawrence Lambe）發現了一些不完整的化石，他將牠們分類為似鳥龍的一種，高似鳥龍（Ornithomimus altus），該化石被標名為正模標本（編號CMN 930）；似鳥龍屬是在1890年由奧塞內爾·查利斯·馬什（Othniel Charles Marsh）所敘述、命名。然而在1914年，巴納姆·布朗（Barnum Brown）在亞伯達省的紅鹿河發現了一個幾乎完整的身體骨骸（右上角圖片所示）；這個標本在1917年由亨利·費爾費爾德·奧斯本正式敘述，並命名為獨立的屬，高似鴕龍（Struthiomimus altus），這個較完整化石（編號AMNH 5339）被標名為屬正模標本。在1972年，戴爾·羅素（Dale Russel）進行似鴕龍的完整研究，並將其他六個部分身體骨骼編入到似鴕龍。
在1890年，馬什曾建立似鳥龍的新種（O. tenuis）。在1916年，奧斯本將其改歸類於似鴕龍，成為S. tenuis。這個種目前普遍被認為是疑名。
在接下來幾年，威廉·帕克斯（William Parks）根據在亞伯達省發現的其他化石，陸續建立了四個種，包含：1926年的S. brevitertius、1928年的S. samueli、1933年的S. currellii與S. ingens。在1972年，戴爾·羅素將S. brevitertius、S. samueli建立為新屬，似鴯鶓龍；其他種則歸類到似鳥龍。

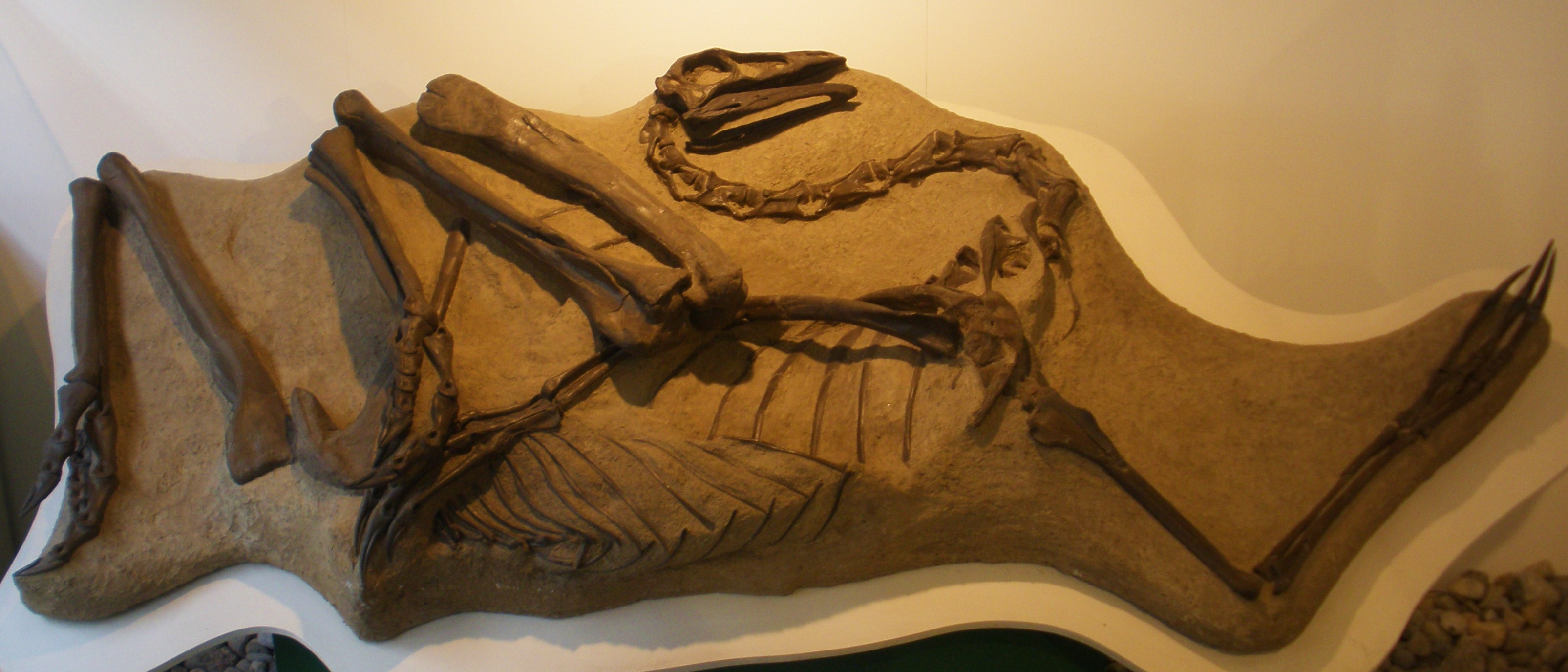
S. sedens的標本（編號BHI 1266）

在1997年，唐諾·葛勒特（Donald F. Glut）恐龍百科全書中，提到S. lonzeensis。這可能是將似鳥龍的一種（O. lonzeensis）印刷錯誤。
高似鴕龍的化石被發現於晚坎潘階的恐龍公園組。馬蹄峽谷組也發現了似鴕龍的化石，該地年代為晚坎潘階到早馬斯垂克階。因為該地的恐龍動物群有快速的更換率，較年輕的似鴕龍標本可能是一個新的種，但這些標本所知甚少，以至於不能清楚牠們是否屬於高似鴕龍。發現於海爾河組的似鴕龍標本的體型較大，接近似雞龍，有更為修長、筆直的指爪，類似似鳥龍的指爪。牠們極可能代表一個新的似鴕龍種，這些標本原本在1892年由馬什命名為似鳥龍的一種O. sedens，現為似鴕龍的新種S. sedens。
在2010年，葛瑞格利·保羅（Gregory S. Paul）將埃德蒙頓似鳥龍（O. edmontonicus）改歸類為似鴕龍的一個種，但其他研究人員並沒有引用這個分類。

## 分類
似鴕龍早期曾被歸類於似鳥龍的一個種，而似鴕龍與似鳥龍所屬的似鳥龍科也有者複雜分類歷史。奧塞內爾·查利斯·馬什最初建立似鳥龍科時，將似鳥龍科歸類於鳥腳亞目，而在五年後歸類於角鼻龍下目；在1891年，古斯塔夫·鮑爾（Gustav Baur）將其歸類於禽龍下目；在1993年，戴爾·羅素與董枝明則將牠們歸類於偷蛋龍下目。之後的許多研究則將似鳥龍科歸類於虛骨龍類之內。
在1976年，瑞欽·巴思缽（Rinchen Barsbold）認為似鳥龍科與其它獸腳類恐龍相比相當獨特，因此將此科分類於個別的似鳥龍下目。似鳥龍下目與似鳥龍科的差異，隨者不同研究人員而有不同結果。例如，保羅·塞里諾（Paul Sereno）在1998年將似鳥龍科包含所有的似鳥龍下目恐龍；但他後來將似鳥龍下目擴大範圍，成為一個基群演化支，並將先進的似鳥龍科置於似鳥龍下目之內，這個分類法出現在2000年代早期的大部分文獻裡。似鳥龍科的物種有：似鵝龍、古似鳥龍、似鴯鶓龍、似雞龍、似鳥龍、中國似鳥龍、似鴕龍；其中似鴕龍與似鳥龍、似鴯鶓龍有較多的相似處，因此這三屬過去曾有混淆的分類歷史。

## 古生物學
在2001年，布魯斯·羅斯柴爾德（Bruce Rothschild）等人發表一份獸腳類恐龍的壓力性骨折研究。他們研究在50個似鴕龍的腳掌骨骼，沒有發現壓力性骨折的跡象。

### 食性

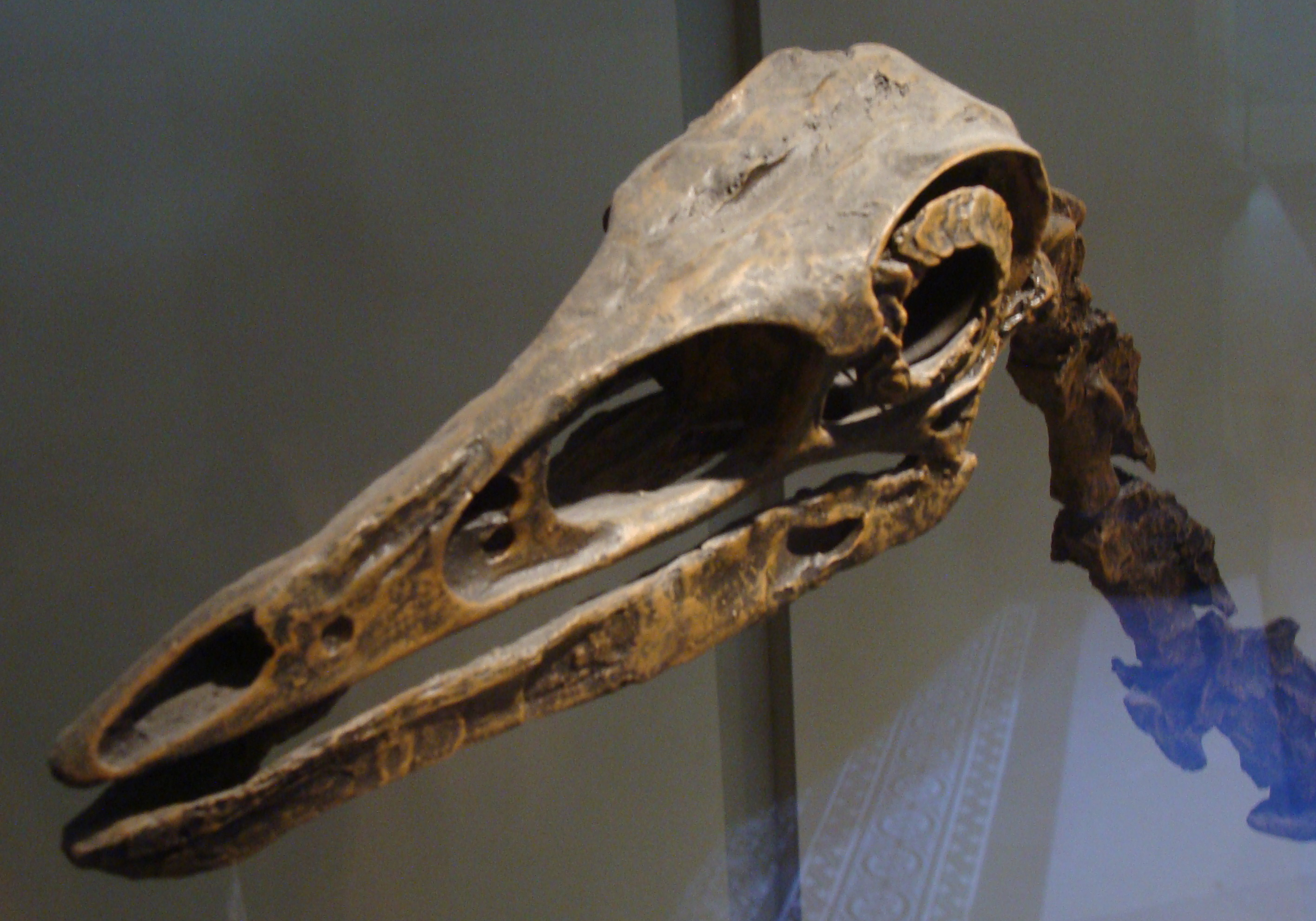
似鴕龍的顱骨

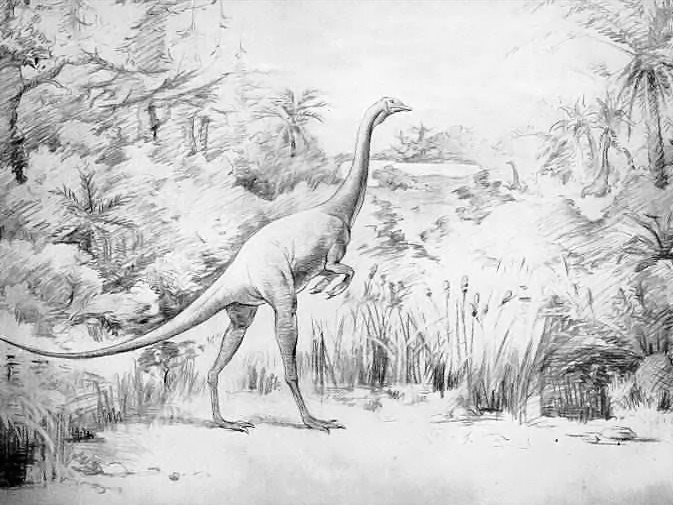
一個早期的高似鴕龍重建圖

關於似鴕龍的食性已有許多的討論。因為似鴕龍的筆直邊緣喙狀嘴，牠們被認為可能是雜食性恐龍。有些理論認為似鴕龍居住在岸邊，可能是濾食性動物，以昆蟲、螃蟹、蝦為食，甚至是其他恐龍的蛋。有些古生物學家則認為似鴕龍比較可能是肉食性恐龍，因為牠們屬於獸腳亞目，該演化支的大部分成員是肉食性動物。似鴕龍的敘述者奧斯本則假設牠們以灌木、樹、以及其他植物上的樹芽與幼枝為食，並使用牠們的前肢來抓住樹枝，然後用長頸部來吃上面的食物。似鴕龍的手部構造也支持草食性的假設。似鴕龍的第二指與第三指長度一樣，可能無法獨自作出不同動作，兩者之間可能由皮膚連接。根據似鴕龍的肩帶結構，牠們無法將手臂高舉、或將將手臂垂到正下方這顯示似鴕龍的手部可能作為鉤爪使用，可用來抓取蕨類植物的葉部。

### 速度
似鴕龍的後肢長而強壯，似乎相當適合奔跑，類似今日的鴕鳥。其脛骨長於股骨，顯示牠們可以高速奔跑。三個蹠骨聯合在一起，能將力量從腳踝傳遞到腿部、身體。似鴕龍的奔跑時速被推測有50到80公里，這是牠們逃離掠食者的唯一武器，牠們的掠食者可能包括同時代的馳龍科的蜥鳥盜龍與馳龍、以及暴龍科的懼龍與蛇髮女怪龍。研究顯示，似鴕龍速度最快時，兩步的跨距可達6公尺。
似鴕龍與其近親，是虛骨龍類中，最早發展出類似鳥類的四肢、肌肉、尾巴的物種之一。腿部與尾巴的尾股肌（Musculus caudofemoralis），可在高速移動時，輕易轉換方向。似鴕龍應該是種善奔動物。但由於牠們的長手臂與尾巴，因此牠們無法像現代鴕鳥般，以最高速奔跑。

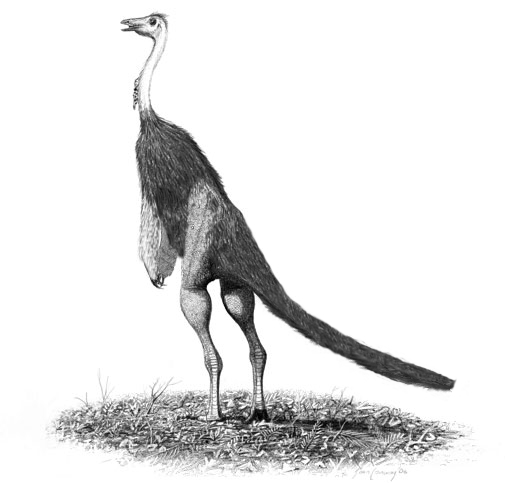
似鴕龍以頭部高舉，以警戒四周

### 姿勢
早期的重建圖將暴龍與禽龍建立成直立的三腳架姿勢，似鴕龍的早期重建也是相同的姿勢。似鴕龍是最早一批被重建為身體呈水平姿勢的獸腳類恐龍。在1916年，奧斯本將似鴕龍描繪呈尾巴平舉的狀態。後來科學家認為三腳架姿態會讓部分關節脫臼，因此恐龍被重建為更具平衡的姿勢，堅挺的尾巴與身體排列成一水平線。這個新的重建圖讓似鴕龍看起來宛如不能飛行的鳥類，例如鴕鳥。目前大多數獸腳類都被重建為身體呈水平姿勢。
在正常狀態下，似鴕龍行走與奔跑時，尾巴與地面保持平行。但牠們也可能高舉頭部，以保持警戒，觀察四周。

## 古生態學
似鴕龍生存於現今的加拿大西部，當時的氣候與環境與現在有很大的不同。恐龍公園組當時是個海岸平原，有大河流經，處於亞熱帶氣候，生存者許多陸生與海生動物。
似鴕龍被認為可用高速逃離懼龍、蛇髮女怪龍等大型掠食動物。但蜥鳥盜龍與馳龍等小型掠食動物，其速度接近於似鴕龍，可較輕易獵殺牠們。當地有寬廣的草原，可供角龍類（如開角龍、戟龍）與鴨嘴龍類（如副櫛龍、賴氏龍）等草食性恐龍生存、遷徙。似鴕龍的生存環境有沙灘、海洋與河流，生存者其他的主龍類，例如翼龍類、蛇頸龍類、滄龍類，以其眾多的魚類、兩棲類、爬行動物、昆蟲、以及甲殼類。

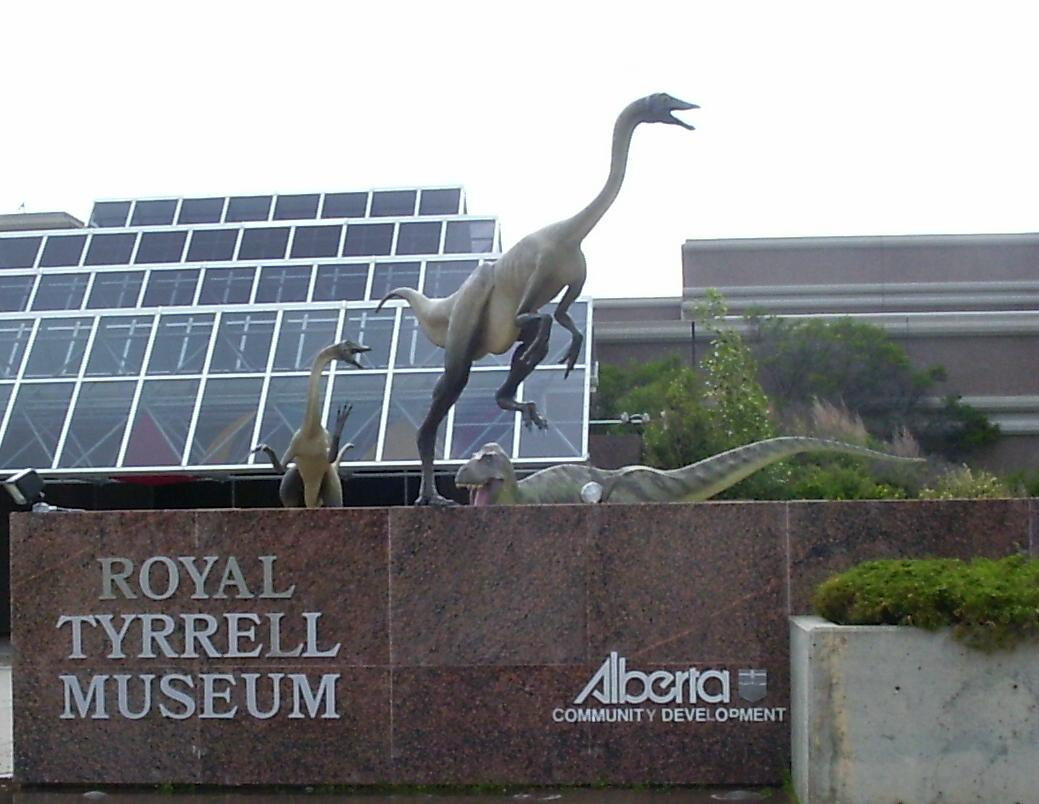
兩隻似鴕龍的模型，正逃離亞伯達龍的追捕。位於泰瑞爾古生物博物館的入口

## 大眾文化
保存最良好的似鴕龍骨骸，目前正在紐約美國自然歷史博物館展示中，而保存最良好的頭顱骨部分則在加拿大亞伯達省得蘭勒赫市的泰瑞爾古生物博物館展示中。
似鴕龍也出現電影裡，例如：《歷險小恐龍 2》（The Land Before Time II: The Great Valley Adventure）、並在迪士尼的動畫電影《恐龍》（Dinosaur）扮演一個主要角色；似鴕龍也出現在電視節目裡，例如CBS在1985年的節目《Dinosaur!》。在一個定格拍攝的動畫中，一隻似鴕龍以鴨嘴龍類的蛋為食，但被一對恐爪龍所獵食；但似鴕龍與恐爪龍其實生存於不同時代。